# سفارة فنزويلا في النرويج
سفارة فنزويلا في النرويج هي أرفع تمثيل دبلوماسي لدولة فنزويلا لدى النرويج. تقع السفارة في أوسلو وهي تهدف لتعزيز المصالح الفنزويلية في النرويج.

## وصلات خارجية
- قائمة سفارات فنزويلا
- قائمة السفارات في النرويج